# 하시오정
하시오정(箸尾町)은 나라현 북서부, 기타카쓰라기군에 속해있던 정이다. 현재의 고료정 북부, 긴테쓰 다와라모토선 주변에 해당한다.

## 역사
- 1889년 4월 1일 - 정촌제 시행에 의해 하시오촌이 성립하였다.
- 1897년 4월 1일 - 기타카쓰라기군으로 변경되었다.
- 1927년 4월 29일 - 정으로 승격해 하시오정이 되었다.
- 1956년 9월 1일 - 고료정에 편입해, 동일 하시오정은 폐지되었다.

## 교통

### 철도
1918년 4월 26일 야마토 철도가 궤간 1,067mm로 개통함과 동시에 시지오역이 영업 개시. 개업 당초는 증기 기관차 견인에 의한 열차로 운행. 1928년에 기동차 운행 개시[3]. 1948년 6월 15일에 궤간을 1,435mm로 넓히는 개궤와 전철화가 완성. 야마토 철도는 1961년)에 신키 이코마 전철과 합병한 후, 1964년 9월 30일에 긴테쓰와 합병, 다와라모토선이 되었다.

## 참고문헌
- “大和鉄道” (PDF). 奈良県立図書情報館. 2017년 12월 1일에 확인함. 다음 글자 무시됨: ‘和書’ (도움말)